# Blanqueador óptico

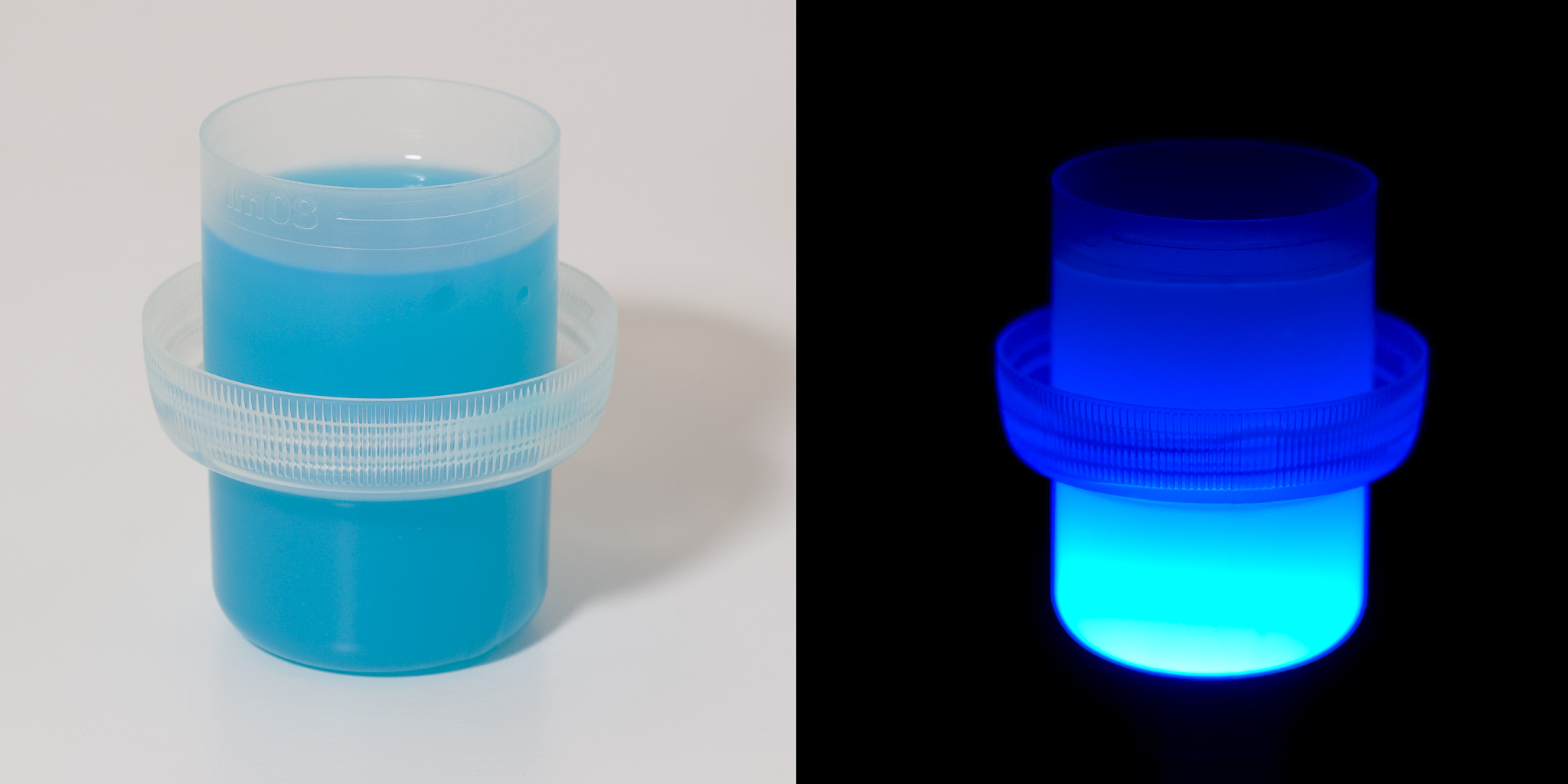
Detergente líquido para ropa bajo luz ultravioleta (UV). Los fabricantes colocan sustancias fluorescentes en el detergente, por lo que cuando la ropa lavada en el detergente se ve a la luz del sol, la luz ultravioleta en la luz del sol hace que brillen haciendo que la ropa se vea más blanca.

Los abrillantadores ópticos, agentes abrillantadores ópticos, agentes fluorescentes o fosforescentes abrillantadores o fosforescentes blanqueadores son colorantes que absorben luz en la región ultravioleta y violeta (usualmente 340-370 nm) del espectro electromagnético, y re-emiten luz en la región azul (típicamente 420-470 nm). La fluorescencia es una respuesta rápida de emisión de corta duración, a diferencia de la fosforescencia, que es una emisión retardada. Estos aditivos son usados frecuentemente para mejorar la apariencia de color de textiles y papeles, causando un efecto percibido de "blanqueamiento", haciendo que los materiales parezcan menos amarillos al incrementar la cantidad total de luz azul reflejada.

## Propiedades
La clase más común de químicos con esta propiedad son los estilbenos y los colorantes fluorescentes más antiguos y no comerciales como la umbeliferona, que absorbe energía en la porción UV del espectro y la reemiten en la porción azul del espectro visible. Una superficie blanca tratada con un abrillantador óptico puede emitir más luz visible que la que incide sobre él, haciéndola aparecer más brillante. La luz visible emitida por el abrillantador enmascara los tonos amarillos y marrones, haciendo que los materiales así tratados aparezcan más blancos.
Hay aproximadamente 400 tipos de abrillantadores listados en el Color Index, pero menos de 90 son producidos realmente a una escala comercial, y solo un manojo son comercialmente importantes. Genéricamente, el número C.I. FBA puede ser asignado a una molécula específica, sin embargo, algunos están duplicados, dado que algunos fabricantes aplican para el número index cuando lo producen. La producción global de abrillantadores ópticos para papel, textiles y detergentes está dominada por unos cuantos triazol-estilbenos di- y tetrasulfonados, y un bifenilestilbeno disulfonado. Estos son sujetos de degradación cuando están sometidos a una larga exposición a los UV, debido a la formación de isómeros cis de estilbeno ópticamente inactivos. Todos los abrillantadores tienen conjugación o aromaticidad extendida, permitiendo el movimiento de electrones. Algunos abrillantadores no derivados del estilbeno son usados en aplicaciones más permanentes tales como fibras sintéticas blanqueadoras.

El ácido 4,4′-diamino-2,2′-estilbenodisulfónico es un abrillantador óptico popular.

Los tipos de clase básicos de abrillantadores incluyen:
1. Triazina-estilbenos (di-, tetra- or hexa-sulfonados)
2. Cumarinas
3. Imidazolinas
4. Diazoles
5. Triazoles
6. Benzoxazolinas
7. Bifenil-estilbenos

Los abrillantadores pueden ser "potenciados" por la adición de ciertos polioles como polietilenglicol o alcohol polivinílico de alto peso molecular. Estos aditivos incrementan significativamente las emisiones dentro del espectro de luz azul visible. Los abrillantadores también pueden ser "desactivados" por algunos compuestos. Demasiado uso de los abrillantadores causa un efecto de enverdecimiento, debido a que las emisiones empiezan a verse sobre la región azul del espectro visible. Junto a la formación del isómero cis en los abrillantadores que contienen estilbeno (solo el isómero trans es ópticamente activo), la exposición continua a luz que contiene UV originará la ruptura de la molécula y empezará el proceso de degradación.

## Usos comunes
Los abrillantadores son agregados comúnmente a los detergentes de lavandería para reemplazar los agentes abrillantadores removidos durante el lavado y para hacer aparecer a la ropa más limpia. Los abrillantadores ópticos han reemplazado al añil que fue normalmente usado para producir el mismo efecto. Algunos abrillantadores pueden causar reacciones alérgicas cuando están en contacto con la piel, dependiendo del individuo.
Los abrillantadores se usan en muchos papeles, especialmente papeles altamente brillantes, resultando en su apariencia altamente fluorescente bajo iluminación UV. El brillo del papel se mide típicamente a 457 nm, bien dentro del rango de actividad fluorescente de los abrillantadores. El papel usado para el papel moneda contiene abrillantadores ópticos, así que un método común para detectar la falsificación de billetes es revisar su fluorescencia. Básicamente se coloca el billete bajo una lámpara que emita radiación UV, si este no brilla por ninguna cara, es decir no presenta el efecto de fluorescencia, es un billete falsificado. 
Un efecto lateral en el blanqueamiento óptico es hacer que los textiles tratados sean más visibles a un dispositivo de visión nocturna que los no tratados. Esto puede ser o no ser deseable para los militares u otras aplicaciones. El papel abrillantado ópticamente es frecuentemente menos útil para la fotografía de alta calidad o aplicaciones artísticas, dado que la blancura decrece con el tiempo.
Algunos usos de los abrillantadores ópticos incluyen:
1. Blanqueadores de detergentes (en vez de agentes azulantes)
2. Abrillantamiento del papel (interno o en recubrimiento)
3. Blanqueamiento de fibras (interno, agregado al polímero fundido)
4. Blanqueamiento de textiles (externo, agregado al terminado fabril)